# Megaluh (plaats)
Megaluh is een bestuurslaag in het regentschap Jombang van de provincie Oost-Java, Indonesië. Megaluh telt 2462 inwoners (volkstelling 2010).